# Norm Macdonald Has a Show
Norm Macdonald Has a Show is een Amerikaans komisch praatprogramma dat op 14 september 2018 in première ging op streamingdienst Netflix. Het programma wordt gepresenteerd door komiek Norm Macdonald en is gebaseerd op diens videopodcast Norm Macdonald Live (2013–2017).

## Productie
Van maart 2013 tot oktober 2017 presenteerde komiek Norm Macdonald samen met sidekick Adam Eget de videopodcast Norm Macdonald Live. Het komisch programma, waarin meestal bevriende collega's van Macdonald te gast waren, was met zijn absurde, spottende, politiek incorrecte en banale vragen, antihumor en pijnlijke stiltes een parodie op conventionele talkshows. De show werd zonder publiek opgenomen – waardoor de lachende crew soms hoorbaar was – en bevatte meestal een rubriek waarin de gast gevraagd werd om enkele grappen voor te lezen. De afleveringen van Norm Macdonald Live waren gratis te bekijken op YouTube.
In januari 2018 onthulde Macdonald dat hij met streamingdienst Netflix onderhandelde over een eigen talkshow. Omdat de nieuwe show zou worden gebaseerd op het format van Norm Macdonald Live kocht Netflix de rechten op de videopodcast. Bijgevolg werden de afleveringen van Norm Macdonald Live in februari 2018 van YouTube gehaald.
Op 9 maart 2018 werd de titel van het programma, Norm Macdonald Has a Show, onthuld en raakte bekend dat Netflix groen licht had gegeven voor tien afleveringen. Naast Macdonald maakte ook sidekick Adam Eget de overstap naar Netflix. In augustus 2018 werden David Letterman, Drew Barrymore, David Spade, Jane Fonda, Michael Keaton, Chevy Chase, M. Night Shyamalan, Lorne Michaels, Billy Joe Shaver en Judy Sheindlin  als gasten aangekondigd. Letterman was ook betrokken bij het ontwikkelen van het programma.
Op 7 september 2018 werd de eerste trailer van het programma uitgebracht. Twee weken later ging het eerste seizoen in première op Netflix.

## Afleveringen

### Seizoen 1
Het seizoen ging op 14 september 2018 in première.
| Afl. | Gast               |
| ---- | ------------------ |
| 1    | David Spade        |
| 2    | Drew Barrymore     |
| 3    | Judy Sheindlin     |
| 4    | David Letterman    |
| 5    | Jane Fonda         |
| 6    | Chevy Chase        |
| 7    | M. Night Shyamalan |
| 8    | Michael Keaton     |
| 9    | Billy Joe Shaver   |
| 10   | Lorne Michaels     |

## Trivia
- De titel is een verwijzing naar het Engelstalig kinderliedje "Old MacDonald Had a Farm".